# Nemesdy Ervin (közlekedési építőmérnök, 1951)
Nemesdy Ervin (Budapest, 1951. szeptember 24. –) nyugdíjas közlekedési építőmérnök, mérnök-közgazdász, a BKK korábbi vezérigazgatója.

## Élete
Édesapja Nemesdy Ervin útépítő mérnök, egyetemi tanár, édesanyja Farkas Márta. 1976-ban végzett a BME-n, mint közlekedési építőmérnök. 1998-ig a Betonútépítő Vállalatnál (1991-től: Betonútépítő Nemzetközi Rt.) dolgozott különböző pozíciókban mérnöktől a főmérnökig, 1983-tól 1985-ig Algériában, mint a vállalat képviselője. 1998-tól a Pannonplast Rt. controlling-igazgatója, majd controlling vezérigazgató-helyettese volt. Időközben 1987-ben a Marx Károly Közgazdaságtudományi Egyetem mérnök-közgazdász képzésén is diplomát szerzett. 2004–2006 között az autópályaépítésekben részt vevő VIADOM Építőipari Zrt. gazdasági igazgatója volt, majd 2008-ig a Vegyépszer Rt. controlling igazgatója lett. 2009-től korengedményes, majd korhatár előtti ellátásban részesülő nyugdíjas lett. Nyugdíjasként saját controlling tanácsadó vállalkozásában, a NDY Contact Kft.-ben dolgozott.
2013-ban Tarlós István javaslatára bekerült a BKK igazgatótanácsába, neve felmerült már 2014-ben is, mint a Vitézy Dávid utáni BKK-vezérigazgató, ám a kormánypárti kerületvezetők ellenállása miatt végül Dabóczi Kálmán lett a közlekedésszervező intézmény vezetője. 2019. január 24. és 2020. január 31. között a BKK vezérigazgatója.
A Menedzsment és Controlling Egyesület (MCE) elnökségi tagja, a MAÚT Magyar Út- és Vasútügyi Társaság és a Közlekedéstudományi Egyesület tagja.